# 山頂名珠
山頂名珠（英語：Pearl on the Peak）是一家位於香港山頂凌霄閣一家西餐廳，坐擁270度維港景色，由美心集團m.a.x. concepts經營。

## 歷史
1998年起，m.a.x. concepts成立，將旗下西餐廳革新，包括於太子大廈的美心餐廳改為MEZZ。自2000開始，美心多次請來澳洲名廚Geoff Lindsay於MEZZ擔任客席廚師，非常受到歡迎。本身Geoff Linsay於2001年已在澳洲墨爾本列治文開設Pearl Restaurant，得到不少讚譽，美心於是邀請開設分店，由於餐廳位處山頂，故名Pearl on the Peak，於2006年11月開業。標誌、室內設計也承襲澳洲總店，Geoff Lindsay為行政總廚，負責設計餐牌，主廚則為David Richards及旗下班底。
2008年11月，雙方合作結束，美心將餐廳標誌字體作出更改，但保留原名。
2014年7月，結束營業。

## 澳洲 Pearl Restaurant 獎項
- 《The Age Good Food Guide》 最佳新餐廳獎 (2002)
- 《The Age Good Food Guide》 Two Chef Hats  (2002 - 2008)
- 《Gourmet Traveller Restaurant Guide》 2 Star Restaurant

## Geoff Lindsay
Geoff Lindsay，澳洲維多利亞省長大。他在墨爾本Hawthorn的Stephanie's餐廳工作時開始嶄露頭角。1994年於Stella餐廳任職時，便獲得澳洲知名飲食雜誌《The Age Good Food Guide》及《美國運通餐廳獎》頒發「最佳新餐廳獎」，成為當地美食的指標。2004年8月，《The Age Good Food Guide》將Geoff評為「Chef of the Year 2005」，成為澳洲最有名氣的廚師之一，著作有《Chow Down》及《Tenplates》。

## 外部連結
- Pearl Restaurnat + Bar （页面存档备份，存于）
- m.a.x. concepts （页面存档备份，存于）